# Daniel H. Wilson
Daniel Howard Wilson (Tulsa, 6 marzo 1978) è uno scrittore statunitense.

## Biografia
D'ascendenza Cherokee, è nato a Tulsa, Oklahoma, nel 1978 e vive e lavora a Portland, Oregon.
Dopo un Bachelor of Science in informatica ottenuto all'Università di Tulsa, ha conseguito un dottorato di ricerca in robotica all'Università Carnegie Mellon di Pittsburgh.
Ha esordito nel 2005 con il saggio umoristico How to Survive a Robot Uprising ottenendo un premio dalla rivista Wired e l'interesse da parte della Paramount Pictures.
Ingegnere presso la Microsoft, la Xerox, la Northrop e la Intel, ha in seguito pubblicato altre 4 opere di satira, 6 romanzi e una raccolta di racconti.
Corteggiato in più di un'occasione dalla settima arte con diversi progetti in cantiere, nel 2018 è stato insignito del Premio Alex per il romanzo The Clockwork Dynasty.

## Opere principali

### Romanzi
- A Boy and His Bot (2011)
- Amped (2012)
- The Clockwork Dynasty (2017)
- L'evoluzione di Andromeda con Michael Crichton (The Andromeda Evolution, 2019), Milano, Garzanti, 2021 traduzione di Doriana Comerlati ISBN 978-88-11-81878-6.

### Serie Robopocalypse
- Robopocalypse (2011), Milano, Rizzoli, 2014 traduzione di Giulio Lupieri ISBN 978-88-17-07257-1.
- Robogenesis (2014)

### Raccolte di racconti
- Guardian Angels and Other Monsters 2018

### Saggi
- How To Survive a Robot Uprising: Tips on Defending Yourself Against the Coming Rebellion (2005)
- Where's My Jetpack?: A Guide to the Amazing Science Fiction Future That Never Arrived (2007)
- How to Build a Robot Army: Tips on Defending Planet Earth Against Aliens, Ninjas, and Zombies (2008)
- The Mad Scientist Hall of Fame: Muwahahaha! (2008)
- Bro-Jitsu: The Martial Art of Sibling Smackdown (2010)

## Filmografia
- The Nostalgist, regia di Giacomo Cimini (2014) (soggetto)

## Premi e riconoscimenti
- Premio Alex: 2018 vincitore con The Clockwork Dynasty